# Xylotrechus humeralis
Xylotrechus humeralis là một loài bọ cánh cứng trong họ Cerambycidae.